# Gare de Fleurville – Pont-de-Vaux
Gare de Fleurville - Pont-de-Vaux – przystanek kolejowy w Fleurville, w departamencie Saona i Loara, w regionie Owernia-Rodan-Alpy, we Francji.
Został otwarty w 1854 r. na zlecenie przez Compagnie du chemin de fer de Paris à Lyon (PL). Obecnie jest przystankiem kolejowym Société nationale des chemins de fer français (SNCF), obsługiwanym przez pociągi TER Bourgogne.